# Пшебендово (Великопольське воєводство)
Пшебендово (пол. Przebędowo) — село в Польщі, у гміні Мурована Ґосліна Познанського повіту Великопольського воєводства.
Населення — 974 особи (2011).

## Демографія
Демографічна структура станом на 31 березня 2011 року:
|          | Загалом | Допрацездатний вік | Працездатний вік | Постпрацездатний вік |
| -------- | ------- | ------------------ | ---------------- | -------------------- |
| Чоловіки | 476     | 120                | 327              | 29                   |
| Жінки    | 498     | 117                | 320              | 61                   |
| Разом    | 974     | 237                | 647              | 90                   |